# Dualiteit (meetkunde)
Dualiteit in de vlakke projectieve meetkunde is de verwisseling in de formulering in een stelling van de woorden punt en lijn en acties als liggen op en snijden. Het begrip is door Joseph Gergonne en Jean-Victor Poncelet, onafhankelijk van elkaar, geïntroduceerd. Ook kegelsneden zijn betrokken bij dualiteit, doordat ze voorkomen als meetkundige plaats van punten dan wel als omhullende van lijnen.

## Voorbeelden
- Door twee punten gaat één lijn is de duale versie van twee lijnen snijden in één punt.
- De stelling van Brianchon is de duale versie van de stelling van Pascal.
- De stelling van Ceva is de duale versie van de stelling van Menelaos.

## Zelfduaal
Een stelling die de duale versie van zichzelf is, is zelfduaal. De stelling van Desargues is daarvan een voorbeeld.

## Hogere dimensies
In projectieve ruimtes van dimensie {\displaystyle n} bestaat dergelijke dualiteit tussen deelruimtes van dimensie {\displaystyle r} en van dimensie {\displaystyle n-r-1}.